# Јован Александар
Јован Александар (буг. Иван Александър) је био цар Бугарске (1331—1371), члан династије Стратимировића. Током своје владавине, поделио је државу на два дела:
- Видинску
- Трновску

Трећи део његове државе се осамосталио као Деспотовина Добруџа. Умро је 17. фебруара 1371. године. Његова сестра Јелена била је жена цара Душана и прва српска царица.
За време његове владавине је настао један од најзначајнијих рукописа средњовековне културе Бугарске - Четворојеванђеље цара Јована Александра, илуминирани рукопис који је настао око 1355. године, а које је за њега урадио монах Симеон.
Овај рукопис се тренутно налази у Британској библиотеци и садржи сва четири канонска јеванђеља. Рукопис је раскошно илустрован са 366 минијатура и састоји се од 286 листова пергамента величине 33 са 24,3 центиметра са накнадним нумерисањем.

## Породично стабло
|  |                      |  |  |  |  |  |  |  |  |  |  |  |  |  |  |  |
|  | 2. Страцимир Крански |  |  |  |  |  |  |  |  |  |  |  |  |  |  |  |
|  |                      |  |  |  |  |  |  |  |  |  |  |  |  |  |  |  |
|  |                      |  |  |  |  |  |  |  |  |  |  |  |  |  |  |  |
|  | 1. Јован Александар  |  |  |  |  |  |  |  |  |  |  |  |  |  |  |  |
|  |                      |  |  |  |  |  |  |  |  |  |  |  |  |  |  |  |
|  |                      |  |  |  |  |  |  |  |  |  |  |  |  |  |  |  |
|  | 3. Кераца Петрица    |  |  |  |  |  |  |  |  |  |  |  |  |  |  |  |
|  |                      |  |  |  |  |  |  |  |  |  |  |  |  |  |  |  |
|  |                      |  |  |  |  |  |  |  |  |  |  |  |  |  |  |  |